# Strangers When We Meet (singolo)
Strangers When We Meet è un brano musicale del musicista britannico David Bowie, originariamente inciso per il suo album del 1993 The Buddha of Suburbia. Nel 1995, Bowie ri-registrò il brano per il disco 1.Outside, e questa versione venne pubblicata come singolo (B-side una versione aggiornata del brano The Man Who Sold the World del 1970).

## Il brano
Secondo il biografo Nicholas Pegg, il testo del brano sarebbe una livida descrizione dei rapporti tra Bowie e la sua ex moglie Angie, dalla quale l'artista aveva divorziato con astio nel 1980.
Musicalmente la traccia mostra diverse similitudini con precedenti brani di Bowie. Il riff di chitarra presente nella versione inclusa in The Buddha of Suburbia è molto simile infatti a quello di Look Back in Anger (brano incluso nell'album Lodger del 1979).
Nonostante la partecipazione di Bowie a Top of the Pops, dove egli eseguì la canzone dal vivo, il singolo raggiunse solamente la posizione numero 39 nella classifica dei singoli britannica.
Anche se Bowie stesso decise di ri-registrare la canzone per includerla come traccia finale dell'album 1.Outside, la sua natura prevalentemente pop risulta avulsa dal contesto del disco, impregnato di sonorità industrial rock e sperimentazioni elettroniche varie sconfinanti nel free jazz.

### Video
Il videoclip per la canzone, diretto da Samuel Bayer, ha un'ambientazione molto simile a quello del brano The Hearts Filthy Lesson, opera dello stesso regista, ma con minore efficacia visiva.

## Tracce singolo

### 7" version
1. Strangers When We Meet (Edit) (Bowie) – 4:19
2. The Man Who Sold the World (Live) (Bowie) – 3:35

### UK CD version
1. Strangers When We Meet (Edit) (Bowie) – 4:19
2. The Man Who Sold the World (Live) (Bowie) – 3:35
3. Strangers When We Meet (Album version) (Bowie) – 5:06
4. Get Real (Bowie/Eno)

### US CD version
1. Strangers When We Meet (Album version) (Bowie)  – 5:06
2. Strangers When We Meet (Buddha of Suburbia album version) (Bowie)  – 5:06
3. The Man Who Sold the World (Live) (Bowie)  – 3:35

### Australian CD version
1. Strangers When We Meet (Edit) (Bowie) – 4:19
2. The Man Who Sold the World (Live) (Bowie) – 3:35
3. Strangers When We Meet (Album version) (Bowie)  – 5:06
4. Strangers When We Meet (Buddha of Suburbia album version) (Bowie)  – 5:06

### UK Promo version
1. Strangers When We Meet (Edit) (Bowie)  – 4:19

### US Promo version
1. Strangers When We Meet (Edit) (Bowie)  – 4:19
2. Strangers When We Meet (Buddha of Suburbia Edit) (Bowie)  – 4:10
3. Strangers When We Meet (Album version) (Bowie)  – 5:06

## Formazione
Produzione
- David Bowie
- Brian Eno
- David Richards

Musicisti
- David Bowie: voce, tastiere, chitarra, sassofono
- Brian Eno: sintetizzatore in Strangers When We Meet e Get Real
- Reeves Gabrels: chitarra
- Carlos Alomar: chitarra
- Erdal Kizilcay: basso, tastiere in Strangers When We Meet e Get Real
- Mike Garson: pianoforte, tastiere
- Sterling Campbell: batteria in Strangers When We Meet e Get Real
- Gail Ann Dorsey: basso in The Man Who Sold the World
- Peter Schwartz, George Simms: tastiera in The Man Who Sold the World
- Zachary Alford: batteria in The Man Who Sold the World